# Louis Lully
Louis Lully fue un músico francés nacido en París el 4 de agosto de 1664 y fallecido el 1 de abril de 1734. Era el hijo mayor de Jean-Baptiste Lully.
Fue prácticamente desheredado por su padre después de una conducta disoluta que lo llevó a la cárcel. No tuvo la brillante carrera de su padre, pero compuso, sin embargo, junto a su hermano Jean-Louis, algunas tragedias y ballets que alcanzaron cierto éxito, como Zéphire et Flore (ballet, 1688), Orfeo (tragedia, 1690) y Alcide (tragedia, 1693).